# Platymantis spelaeus
Platymantis spelaeus är en groddjursart som beskrevs av Brown och Angel C. Alcala 1982. Platymantis spelaeus ingår i släktet Platymantis och familjen Ceratobatrachidae. IUCN kategoriserar arten globalt som starkt hotad. Inga underarter finns listade i Catalogue of Life.